# Alloperla leonarda
Alloperla leonarda är en bäcksländeart som beskrevs av William Edwin Ricker 1952. Alloperla leonarda ingår i släktet Alloperla och familjen blekbäcksländor. Inga underarter finns listade i Catalogue of Life.